# Kinding
Kinding ist ein Markt im oberbayerischen Landkreis Eichstätt und staatlich anerkannter Erholungsort.

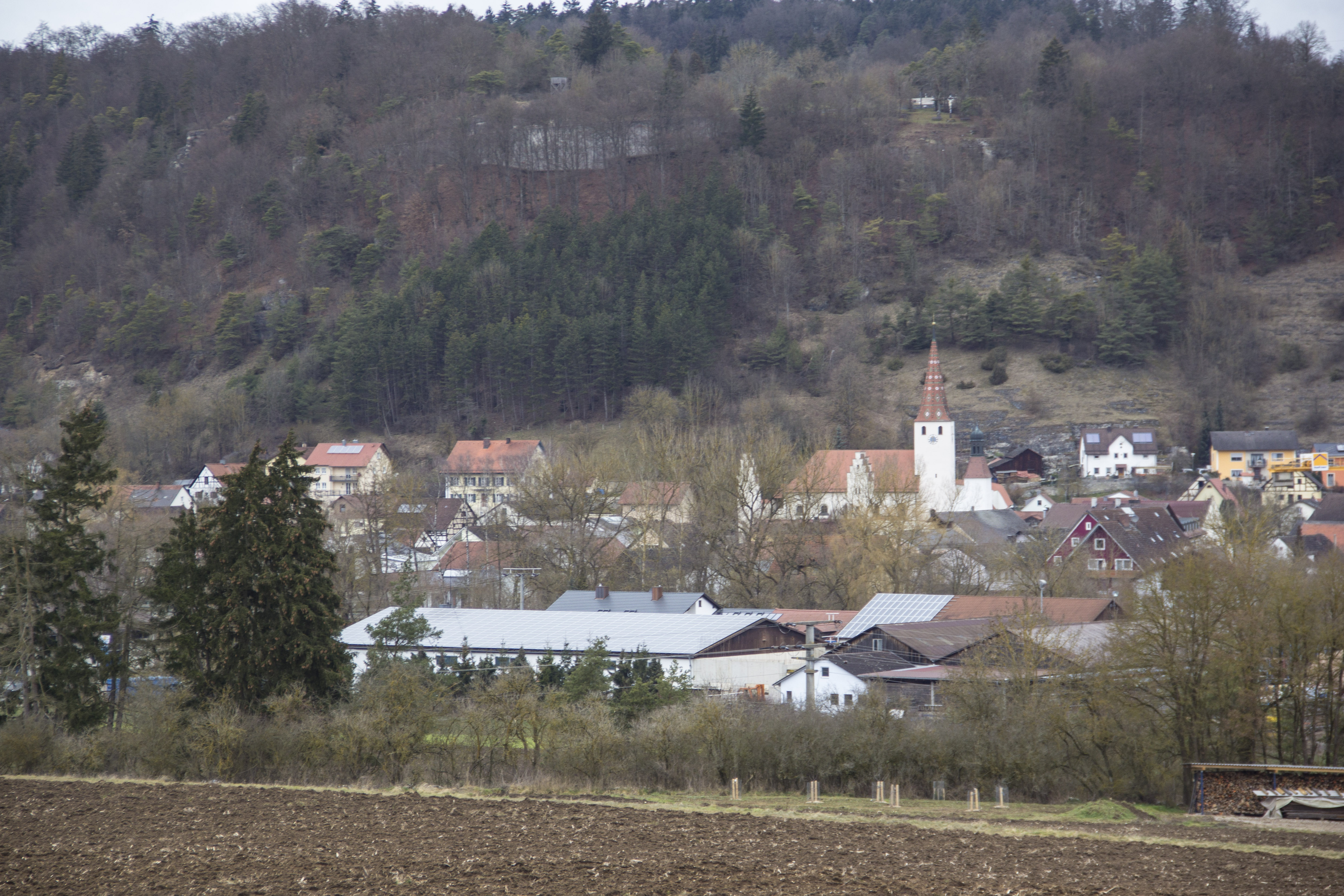
Kinding (Ortsansicht von Süden)

## Geographie

### Lage
Der Ort Kinding liegt am Zusammenfluss von Anlauter, Schwarzach und Altmühl im Naturpark Altmühltal.

### Gemeindegliederung
Es gibt 16 Gemeindeteile (in Klammern ist der Siedlungstyp angegeben):
- Badanhausen (Dorf)
- Berletzhausen (Dorf)
- Eibwang (Einöde)
- Enkering (Pfarrdorf)
- Erlingshofen (Kirchdorf)
- Haunstetten (Pfarrdorf)
- Ilbling (Kirchdorf)
- Kinding (Hauptort)
- Kirchanhausen (Pfarrdorf)
- Kratzmühle (Dorf)
- Niefang (Weiler)
- Pfraundorf (Kirchdorf)
- Schafhausen (Dorf)
- Schafhausermühle (Einöde)
- Schlößlmühle (Einöde)
- Unteremmendorf (Kirchdorf)

Die Einöde Furthof ist kein amtlicher Gemeindeteil.

### Nachbargemeinden
|         | Greding                                     | Haunstetter Forst (gemeindefreies Gebiet) |
| Titting | Kompassrose, die auf Nachbargemeinden zeigt | Beilngries                                |
|         | Kipfenberg                                  |                                           |

## Geschichte
In Kinding befand sich im 13. und 14. Jahrhundert ein Eisenhammer, der vom Wasser der Altmühl betrieben wurde. Der Hammer erscheint erstmals 1270 im Urbarium des Ludwigs der Strenge. Auch im Saalbuch der bayerischen Herzoge vom Jahre 1326 wird Hammer Kinding im Officium Riedenburg genannt.
Im Zuge der Gebietsreform in Bayern wurde am 1. April 1971 durch den Zusammenschluss der Gemeinden Badanhausen, Enkering, Erlingshofen, Haunstetten, Kinding und Unteremmendorf die neue Gemeinde Kinding gebildet.

## Einwohnerentwicklung
Zwischen 1988 und 2018 wuchs der Markt von 2209 auf 2543 um 334 Einwohner bzw. um 15,1 %.

## Politik

### Marktgemeinderat
Der Marktgemeinderat hat 14 Mitglieder, die vollständig von der CSU gestellt werden. (Stand: Kommunalwahl am 15. März 2020)

### Bürgermeister
Bürgermeisterin ist seit dem 1. Mai 1990 Rita Böhm (CSU).

### Wappen
| Wappen von Kinding | Blasonierung: „In Grün über gesenktem silbernen Wellenbalken, überdeckt von einem durch eine eingeschweifte silberne Spitze von Rot und Blau gespaltenen Schild, die silberne Wehrkirche von Kinding mit roten Dächern; rechts oben eine silberne Hopfendolde.“ |
| Wappen von Kinding | |

## Kultur und Sehenswürdigkeiten

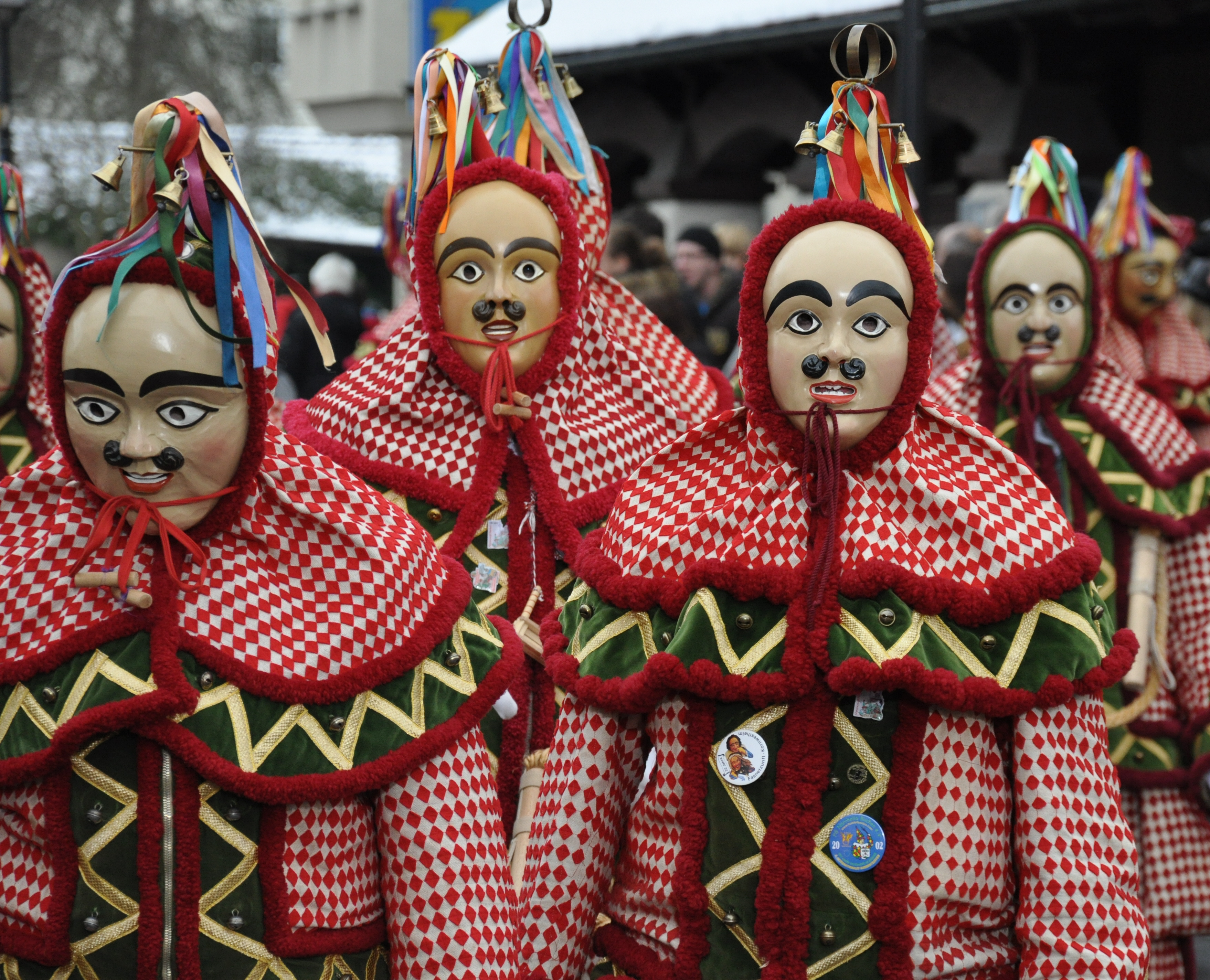
Kindinger Fosanegl

Höhle Klause

### Museen
- Technikmuseum Kratzmühle; erstreckt sich über die Bereiche Landwirtschaft, Haushalt, Handwerk und Verkehr.
- Archäologischer Lehrpfad am Schellenberg bei Enkering (1,5 km lang)

### Bau- und Bodendenkmäler
- Die Kirchenburg Kinding
- Die Wehrkirche St. Ottmar in Enkering.
- Die Ruine der Burg Rumburg oberhalb von Enkering.
- Die Ruine der Burg Rundeck auf dem Schlossberg bei Erlingshofen.
- Der Burgstall Wieseck bei Erlingshofen.
- Ringwall Schellenburg.
- Die Schafhauser Kirche.
- Das „Feste Haus“ von Eibwang.
- Die Maria-Hilf-Kapelle des Weilers Schlößlmühle.
- Das Altmühlwehr der Kratzmühle.
- Die Filialkirche St. Nikolaus in Unteremmendorf.
- Die Pfarrkirche St. Erhard in Haunstetten
- Die Filialkirche St. Briccius in Ilbling.

### Brauchtum
Die Maskengruppe „Kindinger Fosanegl“ in Fasenickl-Kostümen nach Vorlagen von 1815 ist treibende Kraft des Kindinger Faschings, der in der Tradition der Altmühltaler Fastnacht steht.

### Klause
Südlich von Kinding liegt die Karsthöhle Klause. Sie wird auch Binnleitenhöhle genannt und ist im Höhlenkataster Fränkische Alb (HFA) mit der Katasternummer I 66 registriert. Bekannt wurde sie durch Funde als Wohnhöhle in der Steinzeit.

## Verkehr

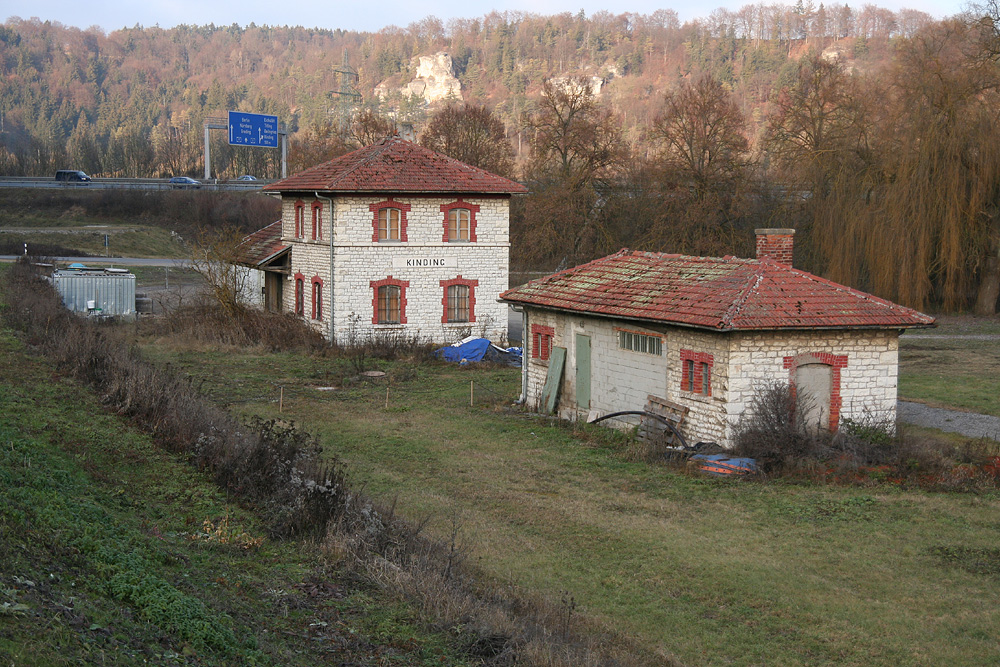
Ehemaliger Bahnhof Kinding

- Westlich des Gemeindeteils Kinding verläuft die A9, die in Richtung Süden am Kindinger Berg stark ansteigt. Über die Anschlussstelle Altmühltal (Nr. 58) ist Kinding auf kurzem Weg erreichbar.
- Vom Regionalbahnhof Kinding (Altmühltal) an der Schnellfahrstrecke Nürnberg–Ingolstadt besteht ein Zwei-Stunden-Takt mit dem München-Nürnberg-Express Richtung Nürnberg und Ingolstadt/München. Im Bereich der Gemeinde liegen auch der Schellenberg- und Teile des Irlahülltunnels.
- Bis 1955 hatte die Gemeinde den Bahnhof Kinding an der Altmühltalbahn. Im Juli 2020 wurden die Bahnstrecken Neumarkt-Beilngries-Kinding (Anschluss Schnellbahnstrecke) im Positionspapier des VDV als zu reaktivierende Bahnstrecken neu aufgenommen.[9] Somit könnte auch der alte Bahnhof reaktiviert und der Regionalbahnhof als Anschlussbahnhof umgebaut werden.